# Salosjärvi (sjö i Keuru, Mellersta Finland)
Salosjärvi är en sjö i kommunen Keuru i landskapet Mellersta Finland i Finland. Sjön ligger 166,1 meter över havet. Den är 13,4 meter djup. Arean är 67 hektar och strandlinjen är 4,7 kilometer lång. Sjön  ingår i Kymmene älvs huvudavrinningsområde.   Den ligger omkring 36 kilometer väster om Jyväskylä och omkring 230 kilometer norr om Helsingfors. 